# Leoberto Leal
Leoberto Leal este un oraș în Santa Catarina (SC), Brazilia.